# Luis Pérez González
Luis Pérez González (1875, Cuba - 2 de marzo de 1896, La Habana, Cuba) fue un periodista, escritor (de artículos y poemas), comentarista político de tendencia socialista y militar cubano que luchó en la Guerra Independentista de este país, muriendo en combate en 1896.  Dejó tras de sí una importante obra periodística y literaria. Pérez González fue uno de los primeros cubanos que hicieron coincidir ideas socialistas con aspiraciones de cubanía, defendiendo el ideal socialista junto al independentista. Coincidió también dos ideas difícilmente vistas unidas en ese tiempo: las ideas de justicia social y autodeterminación de los pueblos. 

## Biografía
Luis Pérez González nació en Cuba en 1875. Fue el hijo de los inmigrantes españoles Antonio Pérez Quintana y Dolores González Hernández, procedentes de Agüimes, en Gran Canaria (Islas Canarias). Sus hermanos fueron Fernando (futuro Comandante del Ejército Libertador de la Guerra Independentista Cubana), Antonio (Subteniente del mismo ejército), Isidro (futuro Auxiliar del Cuerpo Civil del mismo ejército), y dos hermanas; Rosario y Jesusita. Estudió en el colegio desde los 10 años, estando tutelado por su tío Fulgencio Pérez Cubas. De los 12 a los 19 años colaboró en varios periódicos, tales como La Voz del Pueblo (Unión de Reyes, desde 1887) y Luz (decenario obrero del pueblo de Cabezas). También publicó poemas, artículos y cartas (entre ellas, una “Carta abierta a José Martí") y ejerció como comentarista político, publicando trabajos tales como El Socialismo Europeo o El Desarme Europeo. Participó en la Guerra de la independencia cubana a partir del 27 de diciembre de 1895, uniéndose al ejército de Antonio Maceo. Tras ser ascendido a Capitán del Ejército Libertador, murió el 2 de marzo de 1896, a los 21 años, en el combate de Mangos de Nazareno, en Melena del Sur (La Habana).